# 阿姆斯特朗 (不列颠哥伦比亚省)
阿姆斯特朗市（英語：City of Armstrong）是加拿大不列颠哥伦比亚省北奧卡拿根地區的一个城市。该市总面积5.22平方公里，总人口5323人（2021年）。该市的主要经济以种植业、牧业、伐木业为主。